# Kristýna Henrieta Falcko-Zweibrückenská
Kristýna Henrieta Falcko-Zweibrückenská (16. listopadu 1725, Ribeauvillé – 11. února 1816, Bad Arolsen) se narodila jako zweibrückensko-birkenfeldská falckraběnka, sňatkem se stala waldecko-pyrmontskou kněžnou.

## Život
Kristýna Henrieta se narodila jako dcera falckraběte a vévody Kristiána III. Zweibrückenského a jeho manželky Karolíny Nasavsko-Saarbrückenské, dcery nasavsko-saarbrückenského hraběte Ludvíka Crata. Byla sestrou zweibrückenského falckraběte Kristiána IV., velké lankraběnky Karolíny a polního maršála Fridricha Michaela. Byla také tetou prvního bavorského krále Maxmiliána I.
V patnácti letech se 19. srpna 1741 ve Zweibrückenu provdala za o více než dvacet let staršího knížete Karla Augusta Waldecka. Po manželově smrti v roce 1763 vládla v letech 1764 až 1766 jako regentka za svého syna.
Kristýna Henrieta byla považována za vysoce vzdělanou v umění a vědách. Blízce se přátelila s antropologem Johannem Friedrichem Blumenbachem. Kristýna shromáždila rozsáhlou knihovnu, která do roku 1788 zahrnovala asi 6 000 svazků a na svém zámku Arolsen udržovala uměleckou a přírodní sbírku.
Když zemřela, zanechala po sobě Kristýna značné dluhy, a proto musely být části její knihovny a sbírky umění v roce 1820 vydraženy.
Kristýna Henrieta zemřela 11. února 1816 a byla pohřbena v parku Nového zámku Arolsen.

## Potomci
Z Kristýnina manželství s Karlem Augustem vzešlo několik dětí:
- 1. Karel Waldecko-Pyrmontský (18. 7. 1742 – 24. 11. 1756)[1]
- 2. Fridrich Karel August Waldecko-Pyrmontský (25. 10. 1743 Zweibrücken – 24. 9. 1812 Arolsen), kníže waldecko-pyrmontský od roku 1763 až do své smrti, svobodný a bezdětný[2]
- 3. Kristián August Waldecko-Pyrmontský (6. 12. 1744 Arolsen – 24. 9. 1798 Sintra), polní maršál v porugalských službách, svobodný a bezdětný[3]
- 4. Jiří I. Waldecko-Pyrmontský (6. 5. 1747 Arolsen – 9. 9. 1813 Rhoden), kníže waldecko-pyrmontský od roku 1812 až do své smrti[4]
⚭ 1784 Augusta Schwarzbursko-Sonderhausenská (1. 2. 1768 Sonderhausen – 26. 12. 1849 Arolsen)[5]
- 5. Karolína Waldecko-Pyrmontská (14. 8. 1748 Arolsen – 18. 8. 1782 Lausanne)[6]
⚭ 1765 Petr Biron (15. 2. 1724 Jelgava – 13. 1.  1800 Jeleniów), vévoda kuronský a zemgalský v letech 1769–1795 a vévoda zaháňský v letech 1786–1800[7], rozvedli se roku 1772
- 6. Luisa Waldecko-Pyrmontská (29. 1. 1751 Arolsen – 17. 11. 1816 Frankfurt nad Mohanem)[8]
⚭ 1775 Fridrich August Nasavsko-Usingenský (23. 4. 1738 Usingen – 24. 3. 1816 Wiesbaden), vévoda nasavský a kníže nasavsko-usingenský[9]
- 7. Ludvík Waldecko-Pyrmontský (16. 12. 1752 Arolsen – 14. 6. 1793 Kortrijk), generálmajor holandské armády, padl v boji, svobodný a bezdětný[10]